# John Shannon
Pour les articles homonymes, voir Shannon.
John Shannon, né le 29 novembre 1943 à Détroit, dans l'État du Michigan, aux États-Unis, est un écrivain américain, auteur de roman policier.

## Biographie
Il n'a que 5 ans quand sa famille déménage à San Pedro, un quartier portuaire de Los Angeles, où il grandit. Il fait des études supérieures en littérature au Pomona College et en cinéma à l'université de Californie à Los Angeles. Peu après l'obtention de son diplôme, il signe un épisode de la série télévisée américaine Les Espions (I Spy), mais abandonne une carrière prometteuse pour joindre les rangs du Corps de la Paix et est envoyé en mission au Malawi. Il devient plus tard un activiste opposé à la guerre du Viêt Nam.
En 1972, il publie son premier roman, The Orphan. 
En 1996, avec The Concrete River, il commence une série consacrée à Jack Liffey, un détective privé de Los Angeles.

## Œuvre

### Romans

#### SérieJack Liffey
- The Concrete River (1996) Publié en français sous le titre La Rivière en béton, Nantes, Éditions de l'Atalante, coll. « Insomniaques et ferroviaires », 2001  (ISBN 2-84172-163-9)
- The Cracked Earth (1999) Publié en français sous le titre Faille fatale, Nantes, Éditions de l'Atalante, coll. « Insomniaques et ferroviaires », 2002  (ISBN 2-84172-205-8)
- The Poison Sky (2000)
- The Orange Curtain (2001) Publié en français sous le titre Le Rideau orange, Paris, Payot & Rivages, coll. « Rivages/Thriller », 2003  (ISBN 2-7436-1098-0) ; réédition, Paris, Payot & Rivages, coll. « Rivages/Noir » no 602, 2006  (ISBN 2-7436-1530-3)
- Streets on Fire (2002)
- City of Strangers (2003)
- Terminal Island (2004)
- Dangerous Games (2005)
- The Dark Streets (2006)
- The Devils of Bakersfield (2008)
- Palos Verdes Blue (2009)
- On The Nickel (2010)
- A Little Too Much (2010)
- Chinese Beverly Hills (2014)
- Boystown (2025)

#### Autres romans
- The Orphan (1972)
- Courage (1975)
- Broken Codes (1986)
- The Taking of the Waters (1994) Publié en français en trois tomes sous le titre La Rafle des eaux : volume 1, Owens, Nantes, Éditions de l'Atalante, 2004  (ISBN 2-84172-260-0) ; volume 2, Green City, Nantes, Éditions de l'Atalante, 2004  (ISBN 2-84172-275-9) ; volume 3, Owens revisité, Nantes, Éditions de l'Atalante, 2005  (ISBN 2-84172-295-3)

### Nouvelle

#### SérieJack Liffey
- The Problem of Leon (2001)